# 野性のENERGY
「野性のENERGY」（やせいのエナジー）は、日本の音楽ユニット・B'zの楽曲。2003年7月16日にVERMILLION RECORDSより35作目のシングルとして発売された。

## 概要
13thアルバム『BIG MACHINE』からの先行シングル。
前作『IT'S SHOWTIME!!』に続き、デビュー15周年時に発売された。
ジャケットはハワイのラニカイビーチにて撮影されたもの。

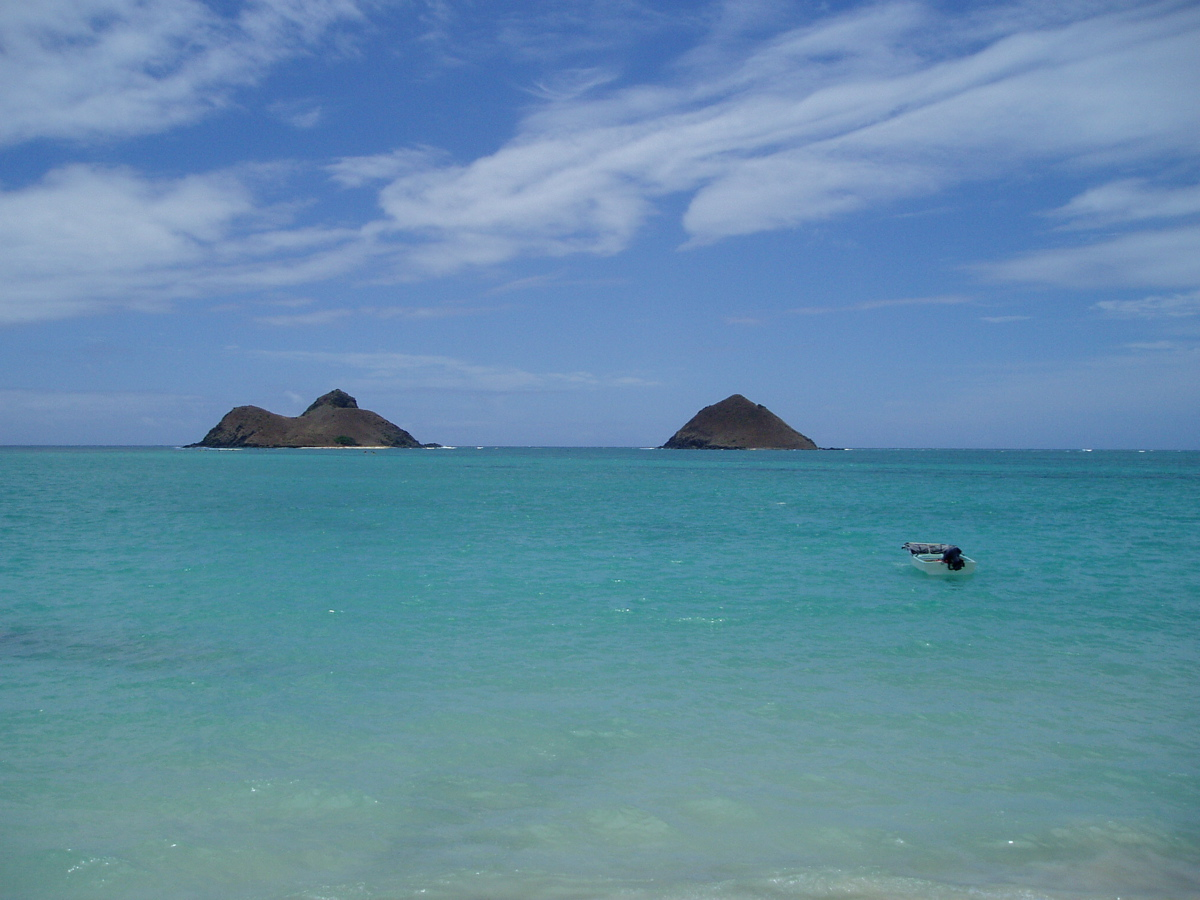
CDジャケットが撮影されたラニカイビーチ（2007年7月）

第18回日本ゴールドディスク大賞でソング・オブ・ザ・イヤーを受賞した。

## 収録曲
| 全作詞: 稲葉浩志、全作曲: 松本孝弘、全編曲: 松本孝弘・稲葉浩志・徳永暁人。 |                                          |          |            |      |
| #                                                                          | タイトル                                 | 作詞     | 作曲・編曲 | 時間 |
| 1.                                                                         | 「野性のENERGY」                         | 稲葉浩志 | 松本孝弘   | 4:38 |
| 2.                                                                         | 「旅☆EVERYDAY」(ブラスアレンジ:池田大介) | 稲葉浩志 | 松本孝弘   | 3:00 |
| 合計時間:                                                                  | 合計時間:                                | 7:38     |            |      |

## 楽曲解説
1. 野性のENERGY
  - 楽曲は前年までに完成しており、既にアルバム候補曲として存在していた[9]。
  - 歌詞は稲葉とドラムのシェーン・ガラースとの会話がきっかけでできたもの[10]。
  - ドラムにシェーン・ガラースとブライアン・ティッシーがクレジットされているが、これは二人とも試し、良い部分をそれぞれ採用したためであり、ベーシックはシェーンのものが採用されている[11]。
  - MVでは、“2人が音楽への道を歩まなかった場合”という設定のもと、教員免許を持っている稲葉が学校の先生に、松本がギター屋の店員に扮している。稲葉は神奈川県横須賀市のとある学校、松本はデビュー前実際にアルバイトで働いていた楽器店での撮影となり、東京都内のライブハウスでの撮影も含め収録には3日間かかった[12]。またMV内ではANB系音楽番組『ミュージックステーション』の映像が一瞬映っており、タモリが出演している。当時のサポートメンバーである徳永とシェーンもインディーズバンドのメンバーとして出演している。松本によるとB'zとして初めてMTVでヘビーローテーションとなった曲であり、2008年発行のMusic Freak Magazine内で行われた「ミュージックビデオ人気投票」においても1位を獲得した[13][14]。
  - 松本・稲葉両者ともライブで演奏し続けて成長したと語っており、同年に行われた『B'z LIVE-GYM 2003 "BANZAI IN NORTH AMERICA"』と『B'z LIVE-GYM 2003 "BIG MACHINE"』ではイントロをアレンジして演奏した。その後は長らく演奏されていなかったが、2013年に行われた『B'z Special LIVE at EX THEATER ROPPONGI』で約10年ぶりに演奏された。
  - 2020年に行われた無観客配信ライブ『B'z SHOWCASE 2020 -5 ERAS 8820-』のDay3でも演奏された[15][16]。
2. 旅☆EVERYDAY
  - シャッフルビートで、コーラスとブラスがフィーチャーされている。
  - ちなみに、「野性のENERGY」のMVのオープニングで、本曲のイントロが使用されている。
  - アルバム未収録かつ、ライブ未演奏曲。

## タイアップ
- 『TV ASAHI NETWORK SPORTS 2003』テーマソング（#1）[1][17][18]

## 参加ミュージシャン
- 松本孝弘:ギター、全曲作曲・編曲
- 稲葉浩志:ボーカル、全曲作詞・編曲
- 徳永暁人:ベース（#1）、全曲編曲
- 池田大介:ブラスアレンジ（#2）
- 吉田建:ベース（#2）
- シェーン・ガラース:ドラム（#1）
- ブライアン・ティッシー:ドラム（#1）
- 山木秀夫:ドラム（#2）
- 佐々木史郎:トランペット（#2）
- 小林太:トランペット（#2）
- 野村裕幸:トロンボーン（#2）
- 勝田かず樹:サクソフォーン（#2）

## 収録アルバム
野性のENERGY
- BIG MACHINE（アルバムバージョン）
- B'z The Best "Pleasure II"
- B'z The Best XXV 1999-2012

## ライブ映像作品
野性のENERGY
- Typhoon No.15 〜B'z LIVE-GYM The Final Pleasure "IT'S SHOWTIME!!" in 渚園〜
- 有頂天（特典DVD）
- B'z COMPLETE SINGLE BOX（特典DVD）
- B'z SHOWCASE 2020 -5 ERAS 8820- Day1〜5